# Arctic Circle Air Service
Arctic Circle Air — американська авіакомпанія місцевого значення зі штаб-квартирою в місті Фербенкс (Аляска, США), що виконує регулярні пасажирські та чартерні перевезення між 16-ю аеропортами штату Аляска.
Портом приписки авіакомпанії і її головним транзитним вузлом (хабом) є Міжнародний аеропорт Фербенкс.

## Історія
Компанія Air Circle Air була заснована в 1973 році.
У жовтні 2009 року авіакомпанія стала дочірнім підрозділом керуючого холдингу HoTH, Inc. поряд з трьома місцевими авіакомпаніями Frontier Flying Service, Hageland Aviation Services і Era Aviation. Чотири авіаційних перевізника холдингу в даний час працюють під загальним брендом Frontier Alaska і мають найбільший флот і найбільшу маршрутну мережу серед інших авіакомпаній у штаті Аляска.

## Флот
У листопаді 2009 року повітряний флот авіакомпанії Arctic Circle Air складався з таких літаків:
- 2 Shorts 330-200
- 3 Shorts Skyvans

## Маршрутна мережа
Станом на листопад 2009 року авіакомпанія Arctic Circle Air виконувала регулярні пасажирські рейси в наступні пункти призначення:
1. Аллакакет (AET) — Аеропорт Аллакакет
2. Анкчувек-Пас (AKP) — Аеропорт Анкчувек-Пас
3. Арктік-Вілладж (ARC) — Аеропорт Арктік-Вілладж
4. Беттлс (BTT) — Аеропорт Беттлс
5. Чалкітсік (CIK) — Аеропорт Чалкітсік
6. Голок (ЕАА) — Аеропорт Ігл
7. Фербенкс (FAI) — Міжнародний аеропорт Фербенкс хаб
8. Форт Юкон (FYU) — Аеропорт Форт-Юкон
9. Галена (GAL) — Аеропорт імені Едварда Р. Пітка
10. Г'юс (HUS) — Аеропорт Г'юс
11. Гуслия (HSL) — Аеропорт Гуслія
12. Калтаг (KAL) — Аеропорт Калтаг
13. Нулато (NUL) — Аеропорт Нулато
14. Рампарт (RMP) — Аеропорт Рампарт
15. Танана (TAL) — Аеропорт імені Ральфа М. Келхуна
16. Венеті (VEE) — Аеропорт Венеті